# СП-3 (патрон)

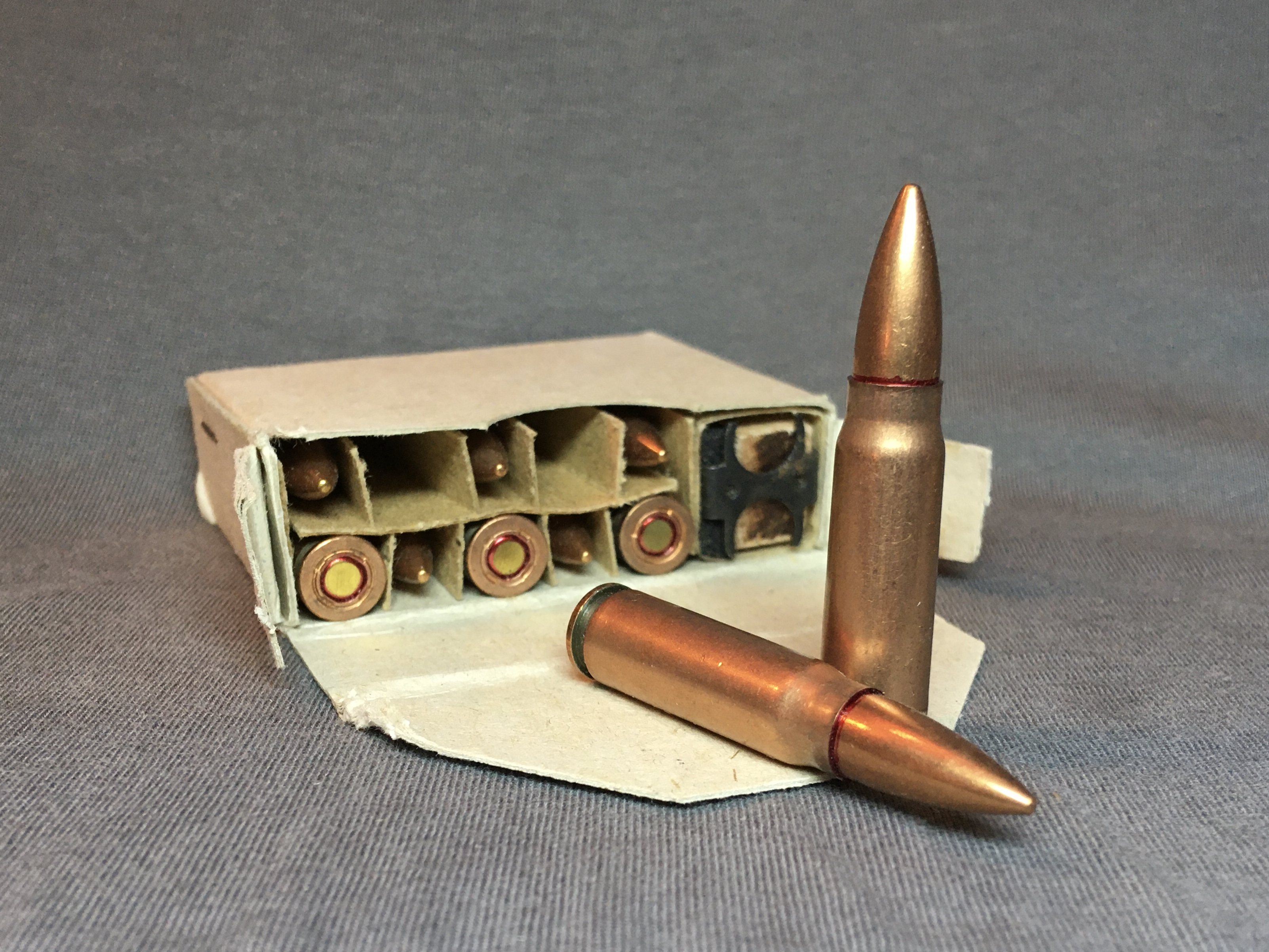
Открытая коробка с 10 патронами СП-3 и обоймами к ним

7,62-мм специальный патрон СП.3 или 7,62×35 СП.3 или просто СП-3 — советский бесшумный боеприпас замкнутого типа для ведения огня из специального малогабаритного пистолета МСП и ножа разведчика стреляющего НРС. Известен также под обозначениями 7,62×38 мм СП-3 и 7,62×38 мм СП.3. Создан в 1965-66 годах инженером ЦНИИТочМаш Е. Т. Розановым, принят на вооружение в 1972 году. Выпускался на заводах № 62 и № 711 (Климовский штамповочный); патронные упаковки (по 10 штук с пятью обоймами) несут на себе условное обозначением «7,62-СП-3 гж», причём патронные гильзы не имеют привычной маркировки на донной части.

## История создания
Боеприпас СП-3 появился в результате комплекса работ по модернизации патрона СП-2 для двухзарядного пистолета МСП. Основной целью модернизации являлось введение в заблуждение относительно самого факта применения специального оружия. Для этого в новом бесшумном боеприпасе была произведена замена специальной пули на штатную от советского автоматного патрона 7,62 × 39 мм образца 1943 года.
Несмотря на все усилия, пуля созданного патрона после выстрела сохраняла на себе признаки стрельбы из специального оружия, поскольку ствол автомата оставлял на ней следы четырёх нарезов, а пистолет — шести.

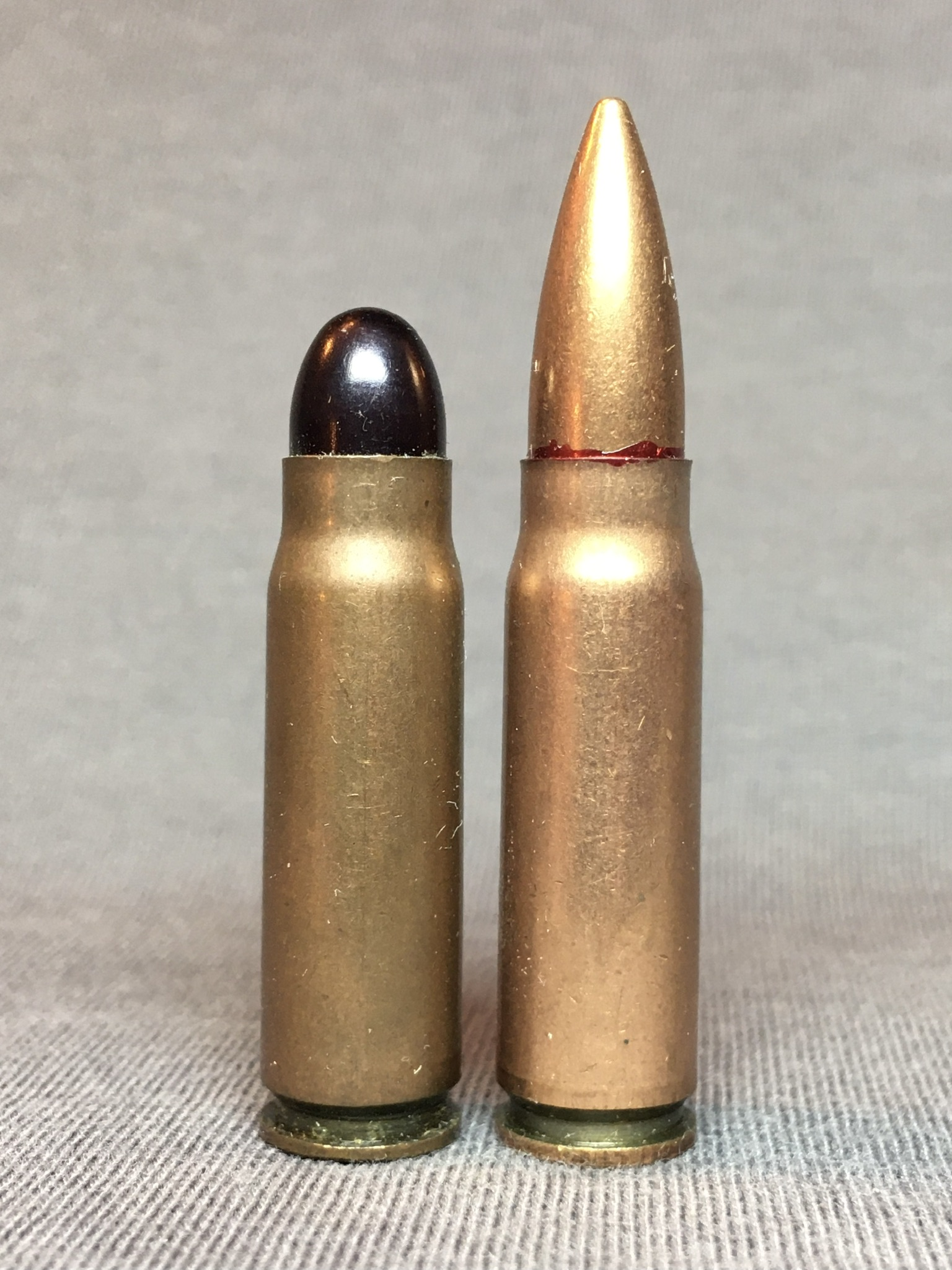
7,62-мм специальные патроны СП-2 и СП-3.

## Конструкционные особенности
Биметаллическая гильза патрона СП-3 унаследована от патрона СП-2 и снаряжается штатной 7,62-мм автоматной пулей ПС от патрона обр. 1943 г.. В качестве метательного заряда был выбран пористый пироксилиновый порох марки П-125 (0,12 грамма). Капсюль-воспламенитель фиксируется в донце гильзы усиленным кольцевым кернением. Стыки пуля/гильза и гильза/капсюль герметизируются лаком цвета бордо.
Для увеличения начальной скорости пули внутри гильзы размещается двухэлементный телескопический поддон оригинальной конструкции. При выстреле, действуя в качестве поршня, поддон выталкивает пулю и заклинивается в дульце гильзы, запирая пороховые газы и обеспечивая бесшумность, беспламенность и бездымность стрельбы. При этом длина гильзы с поршнем увеличивается с 35 до 55 мм, что значительно усложняет разработку автоматического оружия под данный боеприпас. Остаточное давление пороховых газов в гильзе после выстрела составляет около 400—600 кгс/см2.